# TerraXcube
terraXcube ist ein Zentrum für Extremklima-Simulation von Eurac Research im NOITechpark in Bozen. In den Klimakammern des terraXcubes können die Klimabedingungen der Erde bis hin zu Extremwerten simuliert werden. So können die Auswirkung von extremem Klima auf den Menschen, auf ökologische Prozesse und technische Produkte in kontrollierter Umgebung untersucht werden. Die Klimakammern unterscheiden sich in Größe und Ausstattung. Sie können Menschen, Pflanzen und andere Lebewesen auch über längere Zeiträume hinweg beherbergen und bieten auch für große Maschinen und Produkte Platz. Untersucht werden beispielsweise die Anpassungs- und Widerstandsfähigkeit des menschlichen Körpers, von Pflanzen, Ökosystemen, Produkten, Materialien und Maschinen an diverse Höhen- und Klimabedingungen. Die Einrichtung dient außerdem dem Training von Personen unter Extrembedingungen.

## Technische Details der Hauptkammer (Large Cube)
Allgemeine Eigenschaften und Raumbedingungen:
- Innenabmessungen: 12 m × 6 m × 5 m (L × B × H)
- Verfügbare Gesamtfläche: 137 m² + 100 m² für den Aufbau der Tests
- Zugang zur Testkammer Schiebetor: 3,6 m × 4 m (B × H)
- Maximal zulässige Beladung Gegenstände und Fahrzeuge. bis zu 40 t
- Simulierte Maximalhöhe: 9.000 m ±10 m (~ 30.000 ft)
- Maximale Steiggeschwindigkeit: 6 m/s (~ 1.180 ft/min)
- Minimale Steiggeschwindigkeit: 0,1 m/s (~ 20 ft/min)
- Temperaturbereich (gemäß IEC 60068-3-5): −40…+60 °C (± 1 °C in der Zeit ± 2 °C im Raum )
- Temperaturgradient (gemäß IEC 60068-3-5): ± 0,5 °C/min (bei Kühlung und Heizung)
- Relative Feuchtigkeit (T > 4 °C und gemäß IEC 60068-3-6 ): 10…95 % ± 3 %
- Feuchtigkeitsgradient: (T > 4° C und gemäß IEC 60068-3-6): 0,4 %/min bei Kühlung; 0,5 %/min bei Heizung
- Wind bis zu: 30 m/s
- Regen: 0…60 ±1 mm/h
- Schnee: bis zu 50 mm/h
- Beleuchtung Tag/Nacht-Simulation: bis zu 1.000 Lux
- Steuerung der O2-Konzentration: 6…20,9 % ± 0,1 %
- Abgas-Absauganlage für Fahrzeuge 1.100 m³/h
- Maximale Teilnehmerzahl: bis zu 12 Teilnehmer und 3 Forscher

## Technische Details der vier kleinen Kammern (Small Cube)
Raumbedingungen in jeder Testkammer:
- Innenabmessungen der einzelnen Testkammern 2,8 m × 3 m × 2,8 m (L × B × H)
- Simulierte Maximalhöhe: 4.000 m ± 1 m (~ 13.000 ft)
- Maximale Steiggeschwindigkeit: 6 m/s (~ 1,180 ft/min)
- Minimale Steiggeschwindigkeit: 0,1 m/s (~ 20 ft/min)
- Temperaturbereich (gemäß EC 60068-3-5): −20 bis +50 °C (± 1 °C in der Zeit ± 2 °C im Raum)
- Temperaturgradient (gemäß EC 60068-3-5): ± 0,5 °C/min (bei Kühlung & Heizung)
- Relative Feuchtigkeit (T > 4 °C und gemäß IEC 60068-3-6 ): 10…100 % ± 3 %
- Feuchtigkeitsgradient (T > 4 °C und gemäß IEC 60068-3-6): 0,4 %/min bei Kühlung; 0,8 %/min bei Heizung
- Regen: 0–20 mm/h (auch Regenwasser)
- Beleuchtungssystem komplettes Sonnenspektrum 280–900 nm, Intensität 2.500 μmol/m²s
- Steuerung der CO2-Konzentration 400-1.000 ppm

## Konzept, Planung und Bau
Im November 2010 entstand bei der Eurac Research das Konzept zum Bau des Simulators, im Oktober 2013 wurde die Finanzierung durch die Provinz Bozen grundsätzlich zugesagt. Anschließend erfolgte eine Machbarkeitsstudie, die im Januar 2015 fertiggestellt wurde. Im August 2015 wurde die Finanzierung durch die Provinz Bozen bestätigt. Die konkreten Planungen begannen im Anschluss und wurden am Ende des Jahres abgeschlossen und mit der Ausschreibung begonnen. Im Juni 2017 begannen die ersten Bauarbeiten für das Gebäude, im Frühjahr 2018 wurde mit dem Bau der Simulatoren begonnen. Die Anlage wurde vom bayerischen Unternehmen regineering GmbH umgesetzt und im November 2018 offiziell eingeweiht.